# 二郷村
二郷村（にごうむら）は三重県北牟婁郡にあった村。現在の紀北町東長島にあたる。

## 地理
- 海洋：熊野灘
- 河川：赤羽川

## 歴史
- 1889年（明治22年）4月1日 - 町村制の施行により、近世以来の二郷村が単独で自治体を形成。
- 1950年（昭和25年）12月15日 - 長島町に編入。同日二郷村廃止。

## 交通

### 鉄道路線
- 日本国有鉄道
  - 紀勢東線（現・紀勢本線）
    - 紀伊長島駅

### 道路
- 国道170号（現・国道42号）

現在は旧村域に紀勢自動車道の紀伊長島インターチェンジが所在するが、当時は未開通。